# آروود
آروود (به فرانسوی: Arrouède) یک کمون در فرانسه است که در canton of Masseube واقع شده‌است. آروود ۶٫۳۳ کیلومتر مربع مساحت دارد ۳۲۱ متر بالاتر از سطح دریا واقع شده‌است.